# Topo Los Pericos
El Topo los Pericos (10°21′14″N 67°15′56″O / 10.353803, -67.265428) es una formación de montaña ubicada al norte de La Victoria y al oeste de la Colonia Tovar, Venezuela. A 1781 m s. n. m. el Topo Los Pericos está entre las montañas más elevadas del municipio Ribas en el Estado Aragua. El Topo Los Pericos es la principal fila del extremo final de la carretera La Victoria-Colonia Tovar.